# 1985年婆羅浮屠爆炸案
1985年婆羅浮屠爆炸案，是發生於1985年1月12日在印尼中爪哇佛教遺址婆羅浮屠的恐怖襲擊。雖然沒人命傷亡但造成9個佛塔嚴重受損 。

## 主謀
1991年，一個極端穆斯林傳教士，侯賽因·阿里·哈比賽伊因被指在80年代中期策劃了一系列爆炸案，包括這次寺廟襲擊爆炸案被判處終身監禁。據認為，這次襲擊是印尼伊斯蘭主義者對印尼國民軍在1984年丹戎不碌大屠殺的報復。審判期間侯賽因拒絕承擔攻擊責任，並提到一個神秘人物穆罕默德·賈瓦德，才是真正的主謀。在1999年3月23日侯賽因被哈比比總統公佈赦免。另外兩位右翼極端主義集團成員因進行了襲擊則被判監禁13年和20年。